# Antigua República Yugoslava de Macedonia en el Festival de la Canción de Eurovisión 2018
La antigua República Yugoslava de Macedonia (actualmente, Macedonia del Norte) participó en el Festival de la Canción de Eurovisión 2018 con el tema Lost and Found de Eye Cue, seleccionado internamente por la MRT. No obstante, solo obtuvo una decimoctava posición en la semifinal, con apenas 24 puntos.

## Elección interna
El 26 de enero de 2018, la MRT comenzó a pedir candidaturas para su representante en Eurovisión 2018. De las 382 candidaturas recibidas, un jurado especial seleccionó a Eye Cue y su canción Lost and Found como representantes macedonios. La banda Eye Cue se reveló el 13 de febrero de 2018, pero el tema no se revelaría hasta el 11 de marzo de 2018, acompañado de un videoclip.

## En Eurovisión
El Festival de la Canción de Eurovisión 2018 tuvo lugar en el Altice Arena de Lisboa, Portugal y consistió en dos semifinales el 8 y 10 de mayo y la final el 12 de mayo de 2018. De acuerdo con las reglas de Eurovisión, todas las naciones con excepción del país anfitrión y los "5 grandes" (Big Five) deben clasificarse en una de las dos semifinales para competir en la final; los diez mejores países de cada semifinal avanzan a esta final. A. R. Y. Macedonia estuvo en la semifinal 1, y no logró clasificarse debido a una penúltima posición con 24 puntos.